# Judit Polgár
Judit Polgár (ur. 23 lipca 1976 w Budapeszcie) – węgierska szachistka posiadająca tytuł arcymistrza.

## Życiorys

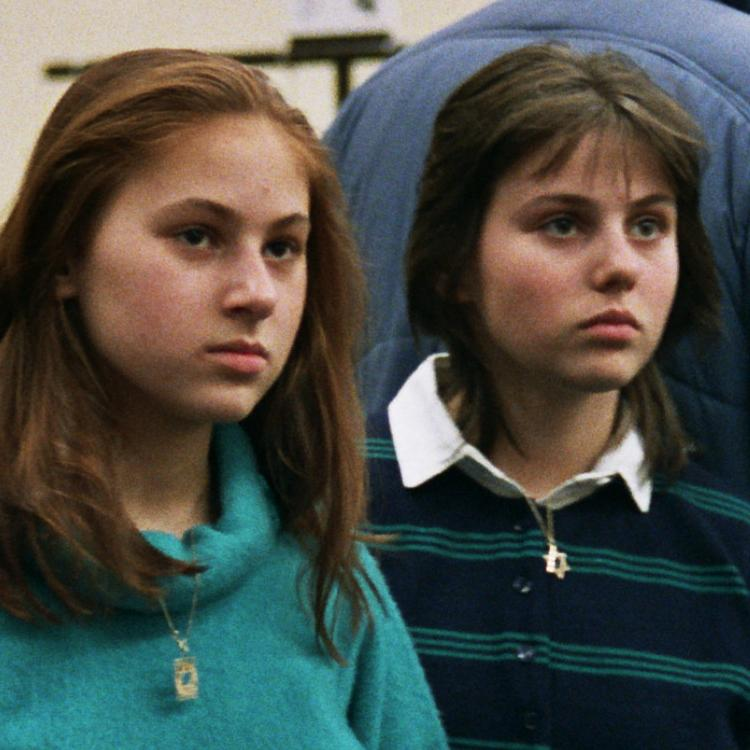
Judit i Zsófia Polgar, Saloniki 1988

Pochodzi z szachowej rodziny, jej starsze siostry Zsuzsa i Zsófia są również szachistkami (Zsuzsa jest ósmą mistrzynią świata w szachach). Nauczyła się gry w szachy w wieku 5 lat. W rodzinnym domu wszystko podporządkowane było szachowej edukacji, gdyż ojciec László Polgár reprezentował pogląd, iż do wielkich sukcesów można dojść tylko poprzez tytaniczną pracę. Siostry nie uczęszczały do szkół (edukacją zajmowali się w domu rodzice), poświęcając cały czas treningowi szachowemu.
W wieku 6 lat Judit zajęła 2. miejsce w mistrzostwach Węgier juniorów do lat 11. Mając 9 lat wystąpiła w międzynarodowym festiwalu Politiken Cup w Kopenhadze, uzyskując 50% możliwych do zdobycia punktów. Kolejny sukces to 3. miejsce na mistrzostwach świata juniorek do 16 lat (Río Gallegos 1986). W roku 1987 zadebiutowała na 25. miejscu na liście rankingowej FIDE z wynikiem 2355 punktów. W tym samym roku, podczas turnieju w San Bernardino, po raz pierwszy w karierze odniosła zwycięstwo nad arcymistrzem, którym był Vlatko Kovačević. W 1988 sukcesem 12-letniej szachistki zakończył się występ na kobiecej szachowej olimpiadzie w Salonikach, podczas której uzyskała rezultat 12½ pkt. na 13 możliwych, zdobywając z drużyną Węgier złoty medal olimpijski i przełamując hegemonię szachistek radzieckich, które wcześniej zwyciężyły we wszystkich olimpiadach. W tym roku otrzymała również tytuły arcymistrzyni i męskiego mistrza międzynarodowego oraz zdobyła w Timișoarze tytuł mistrza świata juniorów do 12 lat. Te wyniki zaowocowały pierwszym miejscem na świecie na liście rankingowej kobiet w styczniu 1989 (jej ranking wynosił wówczas 2555). Wielka przewaga nad pozostałymi szachistkami spowodowała podjęcie decyzji o graniu w turniejach wyłącznie z mężczyznami. Rok 1990 przyniósł jej kolejny tytuł mistrza świata juniorów, tym razem w kategorii do 14 lat. W tym samym roku wystąpiła po raz drugi i ostatni w kobiecej drużynie Węgier na olimpiadzie w Nowym Sadzie. Uzyskany wynik (10 pkt. na 13 możliwych) znacznie przyczynił się do ponownego zdobycia przez drużynę złotego medalu. W roku 1991 zwyciężyła w mistrzostwach Węgier mężczyzn i mając 15 lat (dokładnie 15 lat, 4 miesiące i 28 dni) została najmłodszym ówczesnym arcymistrzem na świecie (dla porównania Bobby Fischer, uzyskując tytuł arcymistrza w roku 1958, miał 15 lat, 6 miesięcy i 1 dzień), choć oficjalnie tytuł otrzymała pod koniec 1992 roku. W lipcu 1993 przekroczyła granicę 2600 punktów rankingowych, kolejna barierę (2700 pkt.) pokonała 10 lat później (1 stycznia 2003 r.), stając się absolutnie najlepszą szachistką świata.
W kolejnych latach Judit wielokrotnie występowała z powodzeniem w najsilniejszych szachowych turniejach na świecie (m.in. startowała w mistrzostwach świata mężczyzn w roku 1997 w Groningen, 1999 w Las Vegas i 2001 w Moskwie). Jako pierwsza kobieta na świecie osiągnęła próg 2700 punktów rankingowych (w styczniu 2003), awansując do elitarnego grona „super-arcymistrzów”. Ciągły rozwój doprowadził do osiągnięcia wyniku 2735 punktów rankingowych (w lipcu 2005 roku), co dało jej wówczas 8. miejsce na świecie. W październiku tego roku stanęła przed kolejną szansą spełnienia swojego największego szachowego marzenia (zdobycia tytułu mistrza świata mężczyzn) i wystartowała w turnieju o mistrzostwo świata w San Luis. Występ okazał się nieudany i Judit zajęła w turnieju ostatnie, 8. miejsce. W roku 2006 odniosła sukces, zajmując 1. miejsce (wraz z Szachrijarem Mamediarowem, a przed Weselinem Topałowem oraz Iwanem Sokołowem) w silnie obsadzonym turnieju w Hoogeveen. W 2007 wystąpiła w rozegranych w Eliście meczach pretendentów, ale w I rundzie przegrała z Jewgienijem Bariejewem i nie wywalczyła awansu do turnieju o mistrzostwo świata w Meksyku. W 2011 r. zdobyła w Aix-les-Bains brązowy medal indywidualnych mistrzostw Europy.
Wielokrotnie reprezentowała Węgry w turniejach drużynowych, startując w zespołach męskich, m.in.:
- ośmiokrotnie na olimpiadach szachowych (w latach 1994, 1996, 2000, 2002, 2008, 2010, 2012, 2014); trzykrotna medalistka: wspólnie z drużyną – dwukrotnie srebrna (2002, 2014) oraz indywidualnie – brązowa (2002 – na II szachownicy)[11],
- na drużynowych mistrzostwach świata (w roku 2011)[12],
- trzykrotnie na drużynowych mistrzostwach Europy (w latach 1989, 1999, 2013), dwukrotna medalistka: wspólnie z drużyną – srebrna (1999) oraz indywidualnie – srebrna (1999 na II szachownicy)[13].

Po olimpiadzie w Tromsø (2014) zakończyła zawodową karierę szachową.
Judit Polgár jest autorką niezwykłego rekordu: w latach 1989–2015 (dokładne daty list rankingowych: 01.01.1989–01.03.2015) nieprzerwanie przez 26 lat zajmowała 1. miejsce wśród kobiet na światowej liście rankingowej Międzynarodowej Federacji Szachowej.

## Życie osobiste
W sierpniu 2000 roku wyszła za mąż za węgierskiego lekarza weterynarii Gusztáva Fonta. Para ma dwójkę dzieci, chłopca o imieniu Olivér i dziewczynkę o imieniu Hanna. Polgár została na Węgrzech; jej rodzina wyemigrowała z kraju. Zsófia i jej rodzice najpierw do Izraela, a następnie do Kanady, a Zsuzsa do Stanów Zjednoczonych.
Kilku członków rodziny Polgár zginęło w Zagładzie; jej babka przeżyła obóz Auschwitz-Birkenau.